# Sipyloidea brevicerca
Sipyloidea brevicerca är en insektsart som beskrevs av Chen, S.C. och Yun He He 2008. Sipyloidea brevicerca ingår i släktet Sipyloidea och familjen Diapheromeridae. Inga underarter finns listade i Catalogue of Life.